# قره‌آرخ
قره‌آرخ (به لاتین: Qaraarx) یک منطقه مسکونی در جمهوری آذربایجان است که در شهرستان ساموخ واقع شده است. قره‌آرخ ۵۰۰ نفر جمعیت دارد.